# Луций Афраний (поэт)
Лу́ций Афра́ний (лат. Lucius Afranius; родился около 150 года до н. э. — умер около 90 года до н. э.) — древнеримский комедиограф, самый замечательный из представителей того направления, которое, свободно подражая образцам новогреческой комедии, создало национальную комедию в Риме, сюжеты которой брались из народной жизни (жанр лат. fabula togata).

## Биография
Своей манерой он примыкает к родственному по духу Менандру. Из своих соотечественников он ставил выше всех Теренция, от которого усвоил изящество формы, внося притом ещё собственную силу и свежесть. Комедии Афрания считались утонченными, остроумными и превосходными по слогу; зато в тех, которые игрались преимущественно в средних кассах, не было недостатка в грубых выражениях и тяжелых оборотах. Его комедии держались на сцене в течение всего VII века от основания Рима, но имели ещё большой успех во времена Августа. 
Известны заглавия более сорока его комедий, от которых дошли лишь отрывки, собранные Отто Риббеком в 1855 году в его «Comicorum romanorum reliquiae» (Лейпциг, 1855; 2-е изд., 1873 г.).